# Calze d'Antioquia
El Calze d'Antioquia és un recipient de plata sobredaurada que s'exposa al Metropolitan Museum of Art de Nova York, datat a principis del segle vi. És una de les relíquies relacionades amb Jesús perquè es va relacionar amb l'últim sopar de Jesús de Natzaret, sobretot a principis del segle xx.

## Descripció
El Calze d'Antioquia és doble, amb una copa de plata que es troba envoltada per una altra de la seva mateixa forma, també de plata però daurada, que la protegeix i embelleix. La copa interior no té cap indicació o rètol, el que va fer sospitar que es tractava de la copa que va utilitzar Crist en l'últim sopar. La copa exterior està repujada amb relleus que representen, entre vinyes i pàmpols, a vuit apòstols i Jesucrist, representat dues vegades. Sant Pere està representat a la manera tradicional, amb barba i cabell arrissat, Sant Pau calb i amb barba llarga; Sant Mateu, jove; Sant Judes, vell. El fet que Jesucrist estigués representat dues vegades va ser considerat sospitós pels primers investigadors. Pel que sembla, l'autor d'aquesta peça va voler representar tots els apòstols mirant Crist però sense que cap dels apòstols quedés d'esquena.

## Origen
A principis del segle xx, sobretot a la dècada del 1920 i el 1930, va ser el centre de moltes exposicions, especialment la d'art romà d'Orient del Louvre del 1931. També es va exposar a Chicabo, per primera vegada als Estats Units, el 1933, on va ser presentada com una de les relíquies més santes del món. El Metropolitan Museum of Art de Nova York el va adquirir el 1950 després de datar la copa entre els anys 350 i 500. Després van sorgir diverses especulacions que apuntaven a la possibilitat que Constantin Christodoulos hagués falsificat l'objecte i l'hagués venut el 1912 a uns familiars seus, antiquaris sirians establerts a París, els germans Kouchkji. Després d'aquestes acusacions el museu va tornar a estudiar-ne la datació i va concloure que era un objecte de principis del segle vi.
El seu ús també ha estat objecte d'estudi. Després d'haver estat identificat per experts del museu d'art Walters de Baltimore, a Maryland, s'ha descartat que s'utilitzés com un calze i sembla que hauria estat elaborat per a fer llum al segle vi.